# Grindelia chiloensis
Espèce
Synonymes
- Aster hoorebekia (DC.) Kuntze[2] [3]
- Grindelia chiloensis var. chiloensis[2] [3]
- Grindelia foliosa Hook. & Arn.[2] [3]
- Grindelia resinosa Gillies ex Hook. & Arn.[2] [3]
- Grindelia speciosa var. integrifolia Speg.[2]
- Grindelia speciosa var. speciosa[2]
- Grindelia speciosa Gillies ex Hook. & Arn.[2]
- Grindelia speciosa Lindl. & Paxton[2] [3]
- Grindelia volkensii var. angustifolia Kuntze[2]
- Grindelia volkensii var. angustifolia Steyerm.[2]
- Grindelia volkensii var. latifolia Kuntze[2]
- Grindelia volkensii var. latifolia Steyerm.[2]
- Grindelia volkensii var. volkensii[2]
- Grindelia volkensii Kuntze[2] [3]
- Haplopappus hoorebekia DC.[2] [3]
- Helianthus australis Phil.[2] [3]
- Hoorebekia chiloensis Cornel.[2] [3]

Grindelia chiloensis est une espèce de plante à fleurs de la famille des Astéracées, originaire d'Amérique du Sud.
Ce sont des plantes herbacées.
On les trouve notamment dans les provinces de Santa Cruz et de Chubut en Argentine.